# Aglaopus sordida
Aglaopus sordida är en fjärilsart som beskrevs av Arnold Pagenstecher 1892. Aglaopus sordida ingår i släktet Aglaopus och familjen Thyrididae. Inga underarter finns listade i Catalogue of Life.